# Abutilon itatiaiae
Abutilon itatiaiae är en malvaväxtart som beskrevs av R. E. Fries. Abutilon itatiaiae ingår i släktet klockmalvor, och familjen malvaväxter. Inga underarter finns listade i Catalogue of Life.